# The Painted Veil (1934)
The Painted Veil is een Amerikaanse dramafilm uit 1934 onder regie van Richard Boleslawski. Het scenario is gebaseerd op de gelijknamige roman uit 1925 van de Britse auteur W. Somerset Maugham.

## Verhaal
Katrin gaat met haar man naar China. Als arts heeft hij het daar erg druk. Katrin wordt eenzaam en ze begint een affaire. Wanneer er later een cholera-epidemie uitbreekt, verzorgt ze samen met haar man de slachtoffers.

## Rolverdeling
| Acteur              | Personage        |
| ------------------- | ---------------- |
| Greta Garbo         | Katrin           |
| Herbert Marshall    | Walter Fane      |
| George Brent        | Jack Townsend    |
| Warner Oland        | Generaal Yu      |
| Jean Hersholt       | Mijnheer Koerber |
| Bodil Rosing        | Mevrouw Koerber  |
| Katharine Alexander | Mevrouw Townsend |
| Cecilia Parker      | Olga             |
| Soo Yong            | Amah             |
| Forrester Harvey    | Waddington       |